# Verdaguer metróállomás
Verdaguer egyike a Spanyolországban található barcelonai metró metróállomásainak.

## Metróvonalak
Az állomást az alábbi metróvonalak érintik:
- 4-es metróvonal
- 5-ös metróvonal

## Kapcsolódó állomások
Az állomáshoz az alábbi állomások vannak a legközelebb:
- Joanic (Trinitat Nova, 4-es metróvonal)
- Diagonal (Cornellà Centre, 5-ös metróvonal)
- Girona (La Pau, 4-es metróvonal)
- Sagrada Família (Vall d'Hebron, 5-ös metróvonal)